# Golf Club du Domaine Impériale
De  Golf Club du Domaine Impériale is een golfclub in Gland, kanton Vaud, in Zwitserland. De club ligt aan het Meer van Genève in een groot park tussen Genève en Lausanne.

## Geschiedenis

### Villa Prangins
Als clubhuis mag de club de Villa Prangins gebruiken, genoemd naar de eigenaars van het domein in de 17de en 18de eeuw, de baronnen Guiger de Prangins. In 1859 verkocht Prangins zijn Domaine Impérial aan prins Jérôme Napoléon, zoon van Jérôme Bonaparte en neef van keizer Napoléon III. Deze bouwde in 1862 Villa Prangins onder architectuur van Emile Trélat, oprichter van de École d' Architecture van Parijs.
Na de val van keizer Napoleon verkoopt Jérôme een deel van het domein aan een Engelse vriend, Charles Lucas. Bij de aanleg van de huidige golfbaan in de jaren 80 werden tees en greens ontdekt, die waarschijnlijk uit zijn tijd stammen.
Er volgen verschillende eigenaars tot het domein in 1910 wordt gekocht door Jules Couchoud uit Lausanne, die het geheel restaureert en in 1918 doorverkoopt aan Ashton Clarke, die er leden van diverse koningshuizen ontvangt.
In 1953 koopt Ernest Morf het domein er vererft het aan zijn zoon Victor. Vanaf 1976 zijn er onderhandelingen met de gemeente en omliggende eigenaars om er een golfbaan aan te leggen. Victor Morf heeft zelf 108 ha, maar met medewerking van anderen wordt het terrein voor de golf uitgebreid tot 138 ha. Hij verkoopt het domein in 1984 aan de golfclub.

### Opening
De 18 holesbaan is ontworpen door de Engelse golfbaanarchitect Pete Dye. De baan is van midden februari tot midden december geopend, afhankelijk van de weersomstandigheden.
Voor de opening van de club in 1988 werd Severiano Ballesteros uitgenodigd om de eerste bal af te slaan. Sindsdien hebben veel amateurs en professionals op de Domaine Impériale gespeeld, o.a.:
- 1991: André Bossert wint het Omnium van Zwitserland.
- 1997: Didier de Vooght wint het International European Amateur Championship.

In augustus 2009 wordt het Zwitsers Amateur hier gespeeld.

## Trivia
- 1981: Jean-Paul Rappeneau heeft enkele scènes voor zijn film Tout feu, tout flamme hier opgenomen.
- 2007: Golf Digest noemt deze baan de mooiste van Zwitserland.
- 2008: In juni 2008 bespeelde Marco van Basten deze baan in de regen, daags voor het duel tegen Italië.
- 2009: Richard Heath, clubkampioen van Domaine Impériale met handicap +2, wordt de eerste Championships Manager bij de Europese Golf Associatie (EGA). Het hoofdkantoor van de EGA is gevestigd in Epalinges.